# Cuautitlán Izcalli
Cuautitlán Izcalli is een stad in de staat Mexico. Cuautitlán valt binnen de agglomeratie van Mexico-Stad. Cuautitlán Izcalli heeft 515.353 inwoners (census 2020) en is de hoofdplaats van de gemeente Cuautitlán Izcalli. Cuautitlán Izcalli dient niet verward te worden met het nabijgelegen Cuautitlán, waar het tot 1973 wel deel van uitmaakte.
De naam Cuautitlán Izcalli komt uit het Nahuatl en betekent zoveel als "jouw huis tussen de bomen". De stad is grotendeels uit de grond gestampt in de jaren 70. De bouw was een prestigieus project; het was de bedoeling van Cuautitlán Izcalli een volledig zelfvoorzienende stad te maken. Dit is echter grotendeels mislukt, en het grootste deel van de inwoners bestaat tegenwoordig uit forenzen die werken in Mexico-Stad en Naucalpan.